# Sitons

Mapa de l'Imperi Romà i l'Europa bàrbara el 125 amb dues ubicacions possibles dels sitons. Una, basada en el relat de Tàcit, els situa al centre de Suècia. L'altra els ubica en allò que avui en dia és Estònia o Finlàndia.

Els sitons (en llatí sitones) eren un poble del nord d'Europa. Eren veïns dels suions, però es diferenciaven d'ells perquè eren governats per una reina, segons diu Tàcit a Germània. S'ha suposat que vivien a la zona del que ara és Finlàndia, a la meitat nord del golf de Bòtnia.